# ایهور کوستیوک
ایهور کوستیوک (اوکراینی: Ігор Володимирович Костюк؛ زادهٔ ۱۴ سپتامبر ۱۹۷۵) بازیکن فوتبال اهل اوکراین است.
از باشگاه‌هایی که در آن بازی کرده‌است می‌توان به باشگاه فوتبال آرسنال کی‌یف، باشگاه فوتبال تیومن، باشگاه فوتبال دینامو کی‌یف، باشگاه فوتبال اوورلا اوژهورود، و باشگاه فوتبال فورسکلا پولتاوا اشاره کرد.
وی همچنین در تیم ملی فوتبال اوکراین بازی کرده‌است.